# 拓跋翳槐
拓跋 翳槐（たくばつ えいかい、拼音：Tuòbá Yīhuái、? - 338年、在位：329年 - 335年、337年 - 338年）は、代国の王。拓跋鬱律の長男で、拓跋什翼犍の兄。北魏の道武帝により烈皇帝と追尊された。玄孫に東陽王の元丕がいる。

## 生涯
321年、父の拓跋鬱律が統治していた時代、伯母の惟氏は自らの子を後継に立てるため、拓跋鬱律と諸大人を初め、数十人を殺した。拓跋翳槐は、妻の一族である賀蘭部へ逃げ、賀蘭部の帥賀蘭藹頭に匿われた。
327年、拓跋紇那は拓跋翳槐の身柄を引き渡すよう求めたが、賀蘭藹頭はこれを拒否した。拓跋紇那は怒り、宇文部と兵を合わせてを討伐軍を差し向けて来たが、賀蘭藹頭らが撃退した。 
329年、賀蘭藹頭らは拓跋翳槐を代王として立てるよう画策すると、拓跋紇那は宇文部へ亡命した。これを受けて、賀蘭部及び諸部大人は、拓跋翳槐を共立し代王となった。石勒は使者を送り和親を求め、拓跋翳槐は弟の拓跋什翼犍を襄国に遣わした。
335年、賀蘭藹頭が職務を怠けていたため、拓跋翳槐は尊大だと言い立て、これを招き寄せて殺した。これにより、諸部は皆、拓跋翳槐に愛想を尽かして離反した。拓跋紇那は好機と見て、宇文部から攻め込み、諸部大人はこれを迎え入れた。拓跋翳槐は鄴へ逃亡し、後趙の庇護下に入った。石虎は彼を厚く遇し、邸宅・妾・召使・宝物を与えた。
337年、後趙の石虎は将軍李穆に5千騎を与えて大寧を攻め、拓跋翳槐をここに移住させた。すると、部落の民6千余りが拓跋紇那の下を離れ、拓跋翳槐についた。拓跋紇那は前燕へ逃げ、国人は再び拓跋翳槐を擁立し、かつて盛楽城があった場所の東南十里へ、新たに盛楽城を築いて遷都した。
338年、拓跋翳槐は病に倒れた。彼は、後趙へ人質に出している弟の拓跋什翼犍を後継に立てるよう諸大人へ命じ、その後間もなく亡くなった。